# Kościół Podwyższenia Krzyża Świętego w Płonnie
Kościół Podwyższenia Krzyża Świętego w Płonnie – katolicki kościół filialny zlokalizowany we wsi Płonno w gminie Barlinek, w powiecie myśliborskim (województwo zachodniopomorskie). Należy do parafii św. Bonifacego w Barlinku.

## Historia i architektura
Murowany z cegły kościół został wzniesiony w XIX wieku, w stylu neoromańskim. Rozplanowany na rzucie prostokąta, posiada wielobocznie zamknięte prezbiterium oraz kwadratową wieżę od strony zachodniej. Wieża nakryta jest blaszanym, ostrosłupowym dachem hełmowym zwieńczonym krzyżem. Portal wejściowy znajduje się w przyziemiu wieży. Ściany korpusu nawowego zdobione są dookolnym ceglanym fryzem i sterczynami przy szczytach.
Wnętrze kościoła nakryte jest drewnianym stropem, z umieszczoną belką tęczową. Zachowała się empora chórowa i XIX-wieczne ławki.
Po II wojnie światowej kościół został poświęcony jako świątynia katolicka w dniu 9 czerwca 1946 roku.